# Jannis Peter
Pour les articles homonymes, voir Peter.
Jannis Peter, né le 30 octobre 2000 à Gera, est un coureur cycliste allemand.

## Biographie
En 2022, il se distingue en devenant double champion d'Allemagne espoirs, dans la course en ligne et le contre-la-montre,. La même année, il termine huitième de la Flèche du Sud.

## Palmarès sur route

### Par année
- 2019
  - 3e du  championnat d'Allemagne du contre-la-montre par équipes
- 2022
  -  Champion d'Allemagne sur route espoirs
  - 3e de l'Erzgebirgsrundfahrt
- 2024
  - 4e étape du Tour de Haute-Autriche
  - 4e étape du Czech Tour
  - 2e du Tour de Haute-Autriche

### Classements mondiaux
| Année                                 | 2019  | 2020 | 2021  | 2022 | 2023  | 2024  |
| ------------------------------------- | ----- | ---- | ----- | ---- | ----- | ----- |
| Classement mondial                    | 2703e | nc   | 2123e | 898e | 2301e | 1849e |
| UCI Europe Tour                       | 1689e | nc   | 1441e | 659e | nc    | nc    |
|                                       |       |      |       |      |       |       |
| Légende : nc = non classéSource : UCI |       |      |       |      |       |       |

## Palmarès sur piste

### Championnats d'Europe
| Édition / Épreuve    | Course à l'élimination |
| Aigle 2018 (juniors) | Bronze                 |

### Championnats nationaux
- 2017
  -  Champion d'Allemagne de poursuite par équipes juniors (avec Michel Aschenbrenner, Max Gehrmann et Johannes Banzer)
  - 3e du championnat d'Allemagne de l'américaine juniors
- 2018
  -  Champion d'Allemagne de poursuite juniors
  -  Champion d'Allemagne de poursuite par équipes juniors (avec Max Gehrmann, Milan Henkelmann et Luca Rohde)
  - 2e du championnat d'Allemagne de l'américaine juniors